# Economia dei media
Per economia dei media si intende l'attività svolta da imprese private, pubbliche o enti non profit, il cui valore è fondato sull'informazione e/o comunicazione.

## Caratteristiche dei beni informativi
Già dalla distinzione tra informazione e comunicazione nascono industrie distinte, ma il carattere comune può essere rinvenuto nel fatto che ognuna delle due attività usa come base principale il dato immateriale informativo: l'informazione è la base della comunicazione. Il valore dei beni venduti corrisponde all'informazione trasmessa, non al supporto da essa utilizzato.
Tuttavia, può essere effettuata una classificazione anche a seconda del tipo di supporto, che può essere materiale, come un libro, o immateriale, come la televisione che viaggia attraverso onde a radiofrequenza.

Dal punto di vista storico queste divisioni sono state favorite dal fatto che ogni mezzo di comunicazione (e, in quanto tale, atto al trasporto di contenuto informativo) ha distinte tecnologie di produzione, e ciò accentua le differenze nel prodotto.
Ciò non esclude che uno stesso prodotto possa essere comunque distribuito su diversi mezzi: ad esempio, un film può essere riprodotto al cinema o anche in DVD.

Talvolta è una stessa impresa che produce stessi beni con diversi supporti. Ad esempio, la Disney realizza un film d'animazione per il cinema, in DVD e VHS, ne produce la colonna sonora e il merchandising, allungando così il ciclo di vita del prodotto. In questi casi si dice che l'impresa ha un vantaggio rappresentato dall'economia di varietà (o economia di scopo, economy of scope).

Si realizzano economie di varietà anche distribuendo diversi prodotti in canali di distribuzione comuni.
Per quanto concerne la struttura dei costi, questa è concentrata nelle fasi creative di ideazione e progettazione del contenuto immateriale, sia che il prodotto appartenga al genere informativo che intrattenimento.
Tale costo, definito irrecuperabile e soggetto ad incertezza di mercato, ha il vantaggio, una volta coperte le spese di produzione, di avere costi marginali quasi nulli di riproduzione, ma allo stesso tempo, la predisposizione allo sfruttamento di sinergie da adattamento tra imprese diverse.   
Un'inchiesta giornalistica di successo rappresenta uno dei tanti possibili casi. Dopo la pubblicazione su un quotidiano, può esser interpretata da attori per un docudrama tv, per una miscellanea editoriale o per svolgere una lezione di giornalismo investigativo.
I beni offerti dalle imprese dell'informazione sono riconosciuti come experience goods, la cui qualità è cioè conoscibile solo dopo l'acquisto e il consumo. Ciò si traduce in un notevole sforzo di marketing (soprattutto promozione) per le aziende produttrici. Alcuni di essi hanno fruibilità singola e immediata (si pensi alle notizie di un telegiornale), altri hanno fruibilità ripetuta nel tempo (come un CD audio).

## Economia della televisione

### Domanda
La curva di domanda televisiva si distingue in:
- domanda di generi televisivi: si tratta della richiesta, da parte degli spettatori, di consumare (tenendo conto che tenderanno alla massimizzazione dell'utilità) un certo genere di spettacolo piuttosto che un altro. La domanda di un genere g può essere rappresentata con una funzione: x = f(P, y, T), dove x è il numero di telespettatori, P il prezzo degli altri generi (le alternative a g), y il reddito degli spettatori e T il loro tempo disponibile.
- domanda di pubblicità: per la propria natura di mezzo di massa, la televisione non permette di suddividere i consumatori per fasce di reddito, cioè non permette di effettuare una segmentazione particolare; per questo motivo risulta un mezzo più adatto alla pubblicizzazione di beni di consumo. La domanda di pubblicità è la richiesta, da parte dei produttori dei beni, di ottenere uno spazio pubblicitario da un'emittente. Il prezzo si determina sulla base dell'audience prevista e di un costo contatto, quindi costerà di più uno spazio in una fascia oraria con molti ascolti.

### Offerta
L'offerta del settore televisivo si distingue a seconda del regime del paese in cui operano le imprese:
- monopolio: era la condizione tipica di quasi tutti i paesi europei fino alle liberalizzazioni degli anni ottanta. Obiettivi dei monopoli televisivi sono la diffusione della cultura e dell'educazione, la diffusione di diverse opinioni politiche, la massimizzazione degli ascolti.
- concorrenza tra TV commerciali:[1] all'obiettivo delle imprese in concorrenza è l'aumento del profitto, tramite pubblicità o vendita di programmi. La pubblicità è solitamente scelta da emittenti che trasmettono programmi di largo ascolto, e gli spazi vengono venduti in base al metodo del costo contatto. Per le emittenti che trasmettono palinsesti più specializzati o a basso ascolto, è invece più conveniente assumere la forma di Pay TV.
- duopolio pubblico-privato: è tipico di paesi come Italia e Inghilterra, dove esiste un oligopolio formato da un'emittente pubblica tendente a massimizzare l'audience (di solito per motivi politici), e da emittenti private che tendono al massimo profitto (derivante da pubblicità).

### Intervento dello Stato
Nonostante anche altri settori siano caratterizzati da oligopoli, e quindi siano soggetti a comportamenti di collusione tra le imprese che vi operano, il settore televisivo necessita di una forte regolamentazione, a causa di alcune sue caratteristiche particolari. In primis la natura di mass medium della televisione, che più di ogni altro mezzo è capace di veicolare cultura e opinioni politiche, contemporaneamente, a milioni di ascoltatori.

In secondo luogo ci sono motivazioni di natura politica:
- diffusione della cultura e di valori nazionali tramite il servizio pubblico
- promozione del pluralismo dell'informazione, valore più volte richiamato nelle norme che regolano l'attività televisiva; dal pluralismo derivano democrazia e concorrenza

Lo Stato interviene anche per motivi economici:
- tutela del consumatore, in particolare di fasce più "a rischio" come i minori, attraverso l'attuazione di controlli sui messaggi diffusi. Vengono controllati anche gli eccessi di pubblicità, nonché la sua forma (è vietata ad esempio la pubblicità ingannevole)
- garantire la qualità, tipica delle emittenti pubbliche
- l'efficienza, intesa come limitazione degli sprechi dell'etere (ritenuto un "bene pubblico")
- l'efficienza dei costi, cioè il loro controllo, tramite l'adozione di regole che leghino i prezzi alle performance (qualitative e pubblicitarie)
- finanziare lo sviluppo delle reti
- evitare le concentrazioni, tramite una normativa e l'istituzione di autorità antitrust, in Italia solamente a partire dal 1990. L'antitrust è necessario in un mercato come quello televisivo, dove è naturale che si configurino oligopoli collusivi. Evitare gli abusi di posizione dominante significa anche mantenere concorrenziali i prezzi degli spazi pubblicitari.

Lo Stato ha invece completamente lasciato ai privati uno strumento importantissimo quale è quello della rilevazione dei dati di ascolto. A tal fine si è costituita l'Auditel, società in cui sono presenti i maggiori editori televisivi e gli operatori del mercato pubblicitario. Le associazioni di categoria delle TV locali contestano tuttavia l'attendibilità dei dati rilevati e i criteri della loro formazione.

#### Finanziamento della TV pubblica

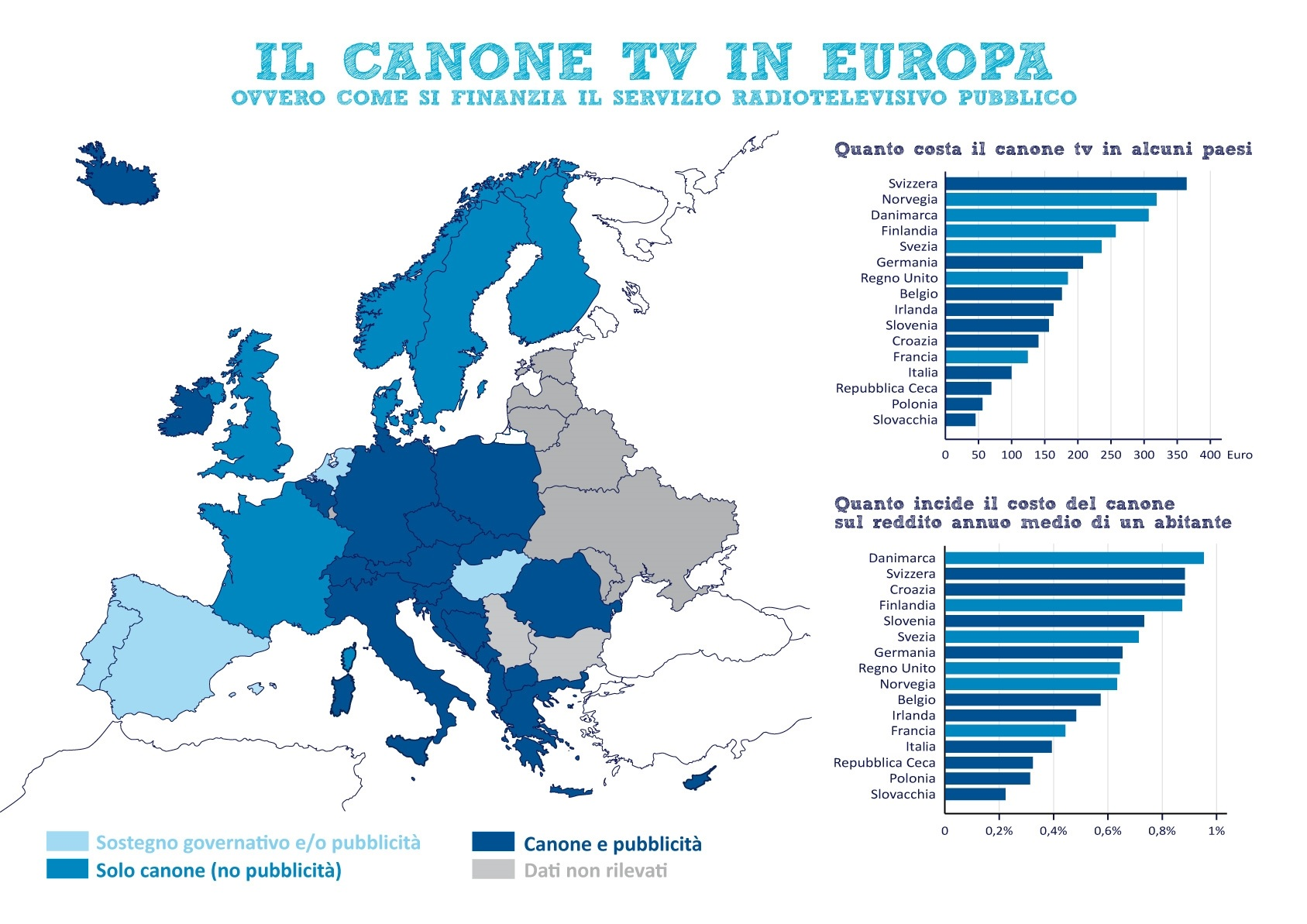
Il canone TV in Europa (dati 2012-2013)

La televisione pubblica, almeno nella maggior parte dei paesi europei, si è sempre finanziata attraverso il pagamento di un canone da parte degli utenti. In alcuni paesi, al canone è affiancato il finanziamento tramite la vendita di spazi pubblicitari, come avviene in Italia: i ricavi della RAI sono rappresentati per oltre un terzo da entrate pubblicitarie. Tuttavia, le imprese pubbliche finanziate con canone non sono propense all'efficienza dei costi. Inoltre, più di recente, per competere con le reti private, la concorrenza sull'audience ha causato l'abbassamento del numero di trasmissioni di "servizio pubblico".

Sebbene in futuro questi svantaggi potrebbero costituire dei problemi, a causa degli aumenti generali dei costi, non sembra che ci siano per ora valide alternative al finanziamento "ibrido" canone-pubblicità. Probabilmente verranno prese misure come un maggior controllo sui costi, abbinato ad un aumento del canone.

## Economia delle telecomunicazioni
Il settore delle telecomunicazioni è oggi uno dei mercati predominanti nelle economie moderne. È stato dimostrato più volte come lo sviluppo di questo settore sia strettamente correlato con l'aumento del PIL: basti pensare alla necessità, dei singoli agenti economici, di comunicare più efficacemente tra di loro, per aumentare la velocità (e quindi l'efficienza) delle transazioni. In Italia, ad esempio, quasi tre quarti delle telecomunicazioni vengono realizzate nel settore terziario.
Dal punto di vista degli utenti che usufruiscono dei servizi di telecomunicazione, si può notare come in una rete (ad es. quella telefonica), all'aumentare del numero di abbonati, aumentano i benefici degli altri utenti che già usano il servizio: ciò perché, per ogni utente, si vedono aumentare le possibilità di networking con altre persone; inoltre, più è grande la rete, più basso è il costo sostenuto da ogni abbonato.